# Rupununi
Rupununi (rʌpəˈnʌni) ist eine geographische Region im Südwesten von Guyana (Region 9) im Umfeld des gleichnamigen Flusses Rupununi (Raponani). Das Gebiet grenzt an das brasilianische Amazonasgebiet.
Der Name Rupununi kommt von der Bezeichnung Rapon für die Herbstpfeifgans in der Macushi-Sprache, weil die Gänse häufig am Fluss vorkommen.

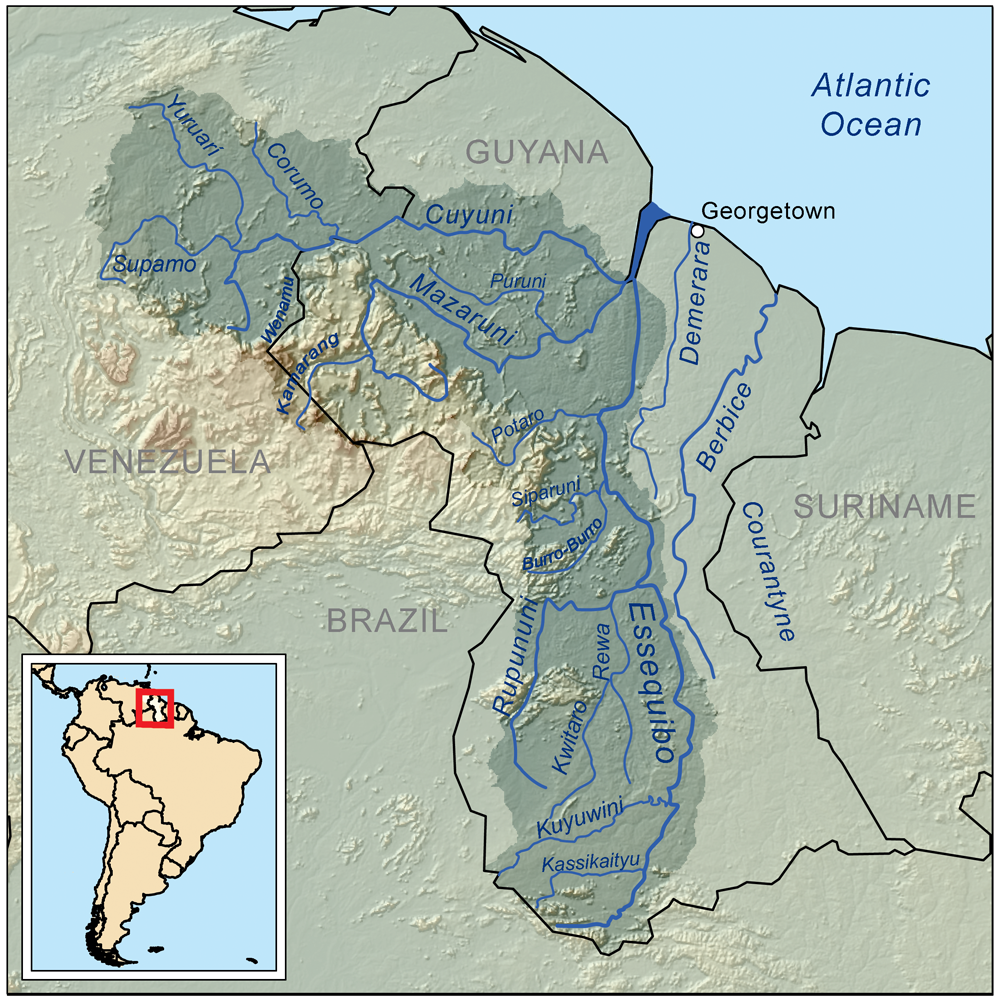
Karte der Flüsse, inklusive des Rupununi, in Guyana.

## Geographie
Der Rupununi ist einer der Hauptzuflüsse des Essequibo im südlichen Guyana. Der Fluss entspringt in den Kanuku-Bergen, in der Region Upper Takutu-Upper Essequibo und verläuft nahe der Grenze zwischen Guyana und Brasilien entlang der Höhenzüge des Pacaraima und mündet schließlich in den Essequibo. Während der Hochwassersaison teilt sich der Fluss eine Wasserscheide mit dem Amazonas. Während der Regenzeit ist er durch überfluteten Pirara-Bach mit dem Rio Takutu verbunden und entwässert die riesigen Sümpfe des Parima- oder Amaku-Sees. Die Region rund um den Rupununi-Fluss besteht hauptsächlich aus Savanne, Feuchtgebieten, Wäldern und Mittelgebirgen. Die Region umfasst eine Fläche von 57.750 km² und über 80 Gemeinden. Die meisten Bewohner leben im Savannenland, während die mit Dschungel bedeckten Gebiete nur in der Nähe von großen Flüssen besiedelt sind.

## Geologie
Die Geologie dieses Gebiets ist in vier Hauptzonen unterteilt. Ganz im Süden befinden sich Gebiete mit rhyacischen Metasedimenten, Metavulkanen (Kwitaro-Gruppe) und damit verbundenen Graniten, die alle von orosirischen Gesteinen des Southern Guyana Granite Complex durchdrungen sind. Das Kanuku-Gebirge besteht aus hochgradigen Gneisen in einem NO-SW-Gürtel. Der Takutu-Graben ist ein von NO-SW-Verwerfungen begrenztes Becken, welches zunächst mit basaltischer Lava, dann mit mesozoischen Sedimenten, einschließlich der Takutu-Formation, gefüllt wurde. Nördlich des Takutu-Grabens überlagern fast flach liegende Statherische Sandsteine und -Konglomerate der Roraima-Gruppe, Sedimente über die Iwokrama-Formation felsiger Vulkangesteine und assoziierte orosirische Granite. Reliktische hadaische Zirkone (xenocrysts) in der Iwokrama Formation lassen darauf schließen, dass eine ältere Kruste in der Tiefe ansteht.

## Biodiversität
Die Gebiete in und um den Rupununi-Fluss beherbergen eine große Vielfalt an terrestrischen und aquatischen Ökosystemen, die viele Arten beherbergen, die in anderen Gebieten Südamerikas ausgerottet wurden. Die Süßwasser-Ökoregionen des Rupununi sind Gebiete mit außergewöhnlichem Artenreichtum, vergleichbar mit dem des Amazonas. Menschliche Aktivität ist noch ausgesprochen gering. Während einer Expedition beschrieb das South Rupununi Biodiversity Assessment Team (BAT) den Rupununi-Fluss als „sehr vielfältig“. „Der nördliche Rupununi beherbergt mehr als 1400 Arten von Wirbeltieren, mehr als 2800 Pflanzenarten und unzählige Arten von wirbellosen Tieren“ (Rupununi, Rediscovering a Lost World).

### Vögel

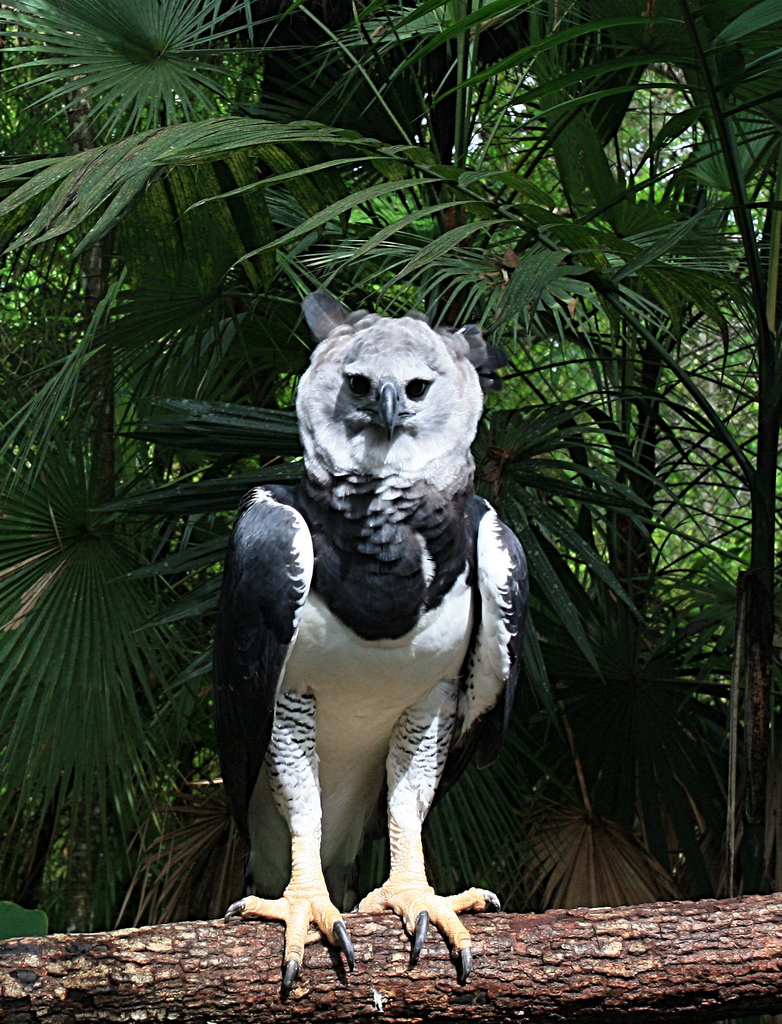
Erwachsene Harpye

Die Vegetation und die unzerstörten Waldbestände entlang des Rupununi-Flusses sind ein Paradies für Vogelarten. Eine vom BAT durchgeführte Biodiversitätsstudie dokumentierte insgesamt 306 Vogelarten, die entlang des Flusses leben. Die bedrohten Kapuzenzeisige (Carduelis cucullata, Red Siskin) waren eine von zahlreichen Spezies, welche am Rupununi wiederentdeckt wurden. Eine weitere Vogelbeobachtung des nördlichen Rupununi-Flusses von David C. Morimoto, Gajendra Nauth Narine, Michael D. Schindlinger und Asaph Wilson ergab, dass „4243 Individuen, 292 Arten, und 58 Familien“ von Vögeln dieses Gebiet bewohnten. Weitere seltene Vogelarten waren Schopfsumpftyrann (Pseudocolopteryx sclateri, Crested Doradito) und Sonnensittich (Aratinga solstitialis, Sun Parakeet). Auch Harpyien (Harpia harpyja), Marmorreiher (Tigrisoma lineatum, Rufescent Tiger-Heron) und Jacanas (Jacana jacana) kommen in dem Gebiet vor.

### Reptilien

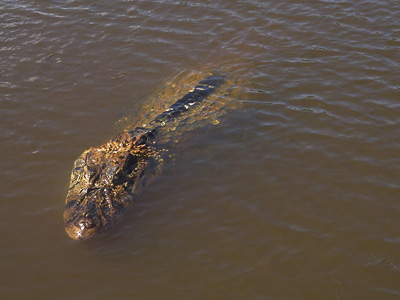
Ein Schwarzer Kaiman.

Bei einer weiteren Studie des BAT wurden 34 verschiedene Reptilien-Arten gezählt. Der Schwarze Kaiman ist das größte Raubtier in der Rupununi-Region. Er erreicht eine Länge von bis zu fünf Metern, ist aufgrund von Bejagung von den 1930ern bis in die 1970er allerdings seltener geworden. Weitere bedeutende Arten sind Grüner Hundskopfschlinger (Corallus caninus, Emerald tree boa), Große Anakonda (Eunectes murinus, Green anaconda), Köhlerschildkröte (Chelonoidis carbonaria, Red-footed tortoise), Schauer-Klapperschlange (Crotalus durissus, Neotropical rattlesnake), Arrau-Schildkröte (Podocnemis expansa, Giant River Turtle).

### Säugetiere

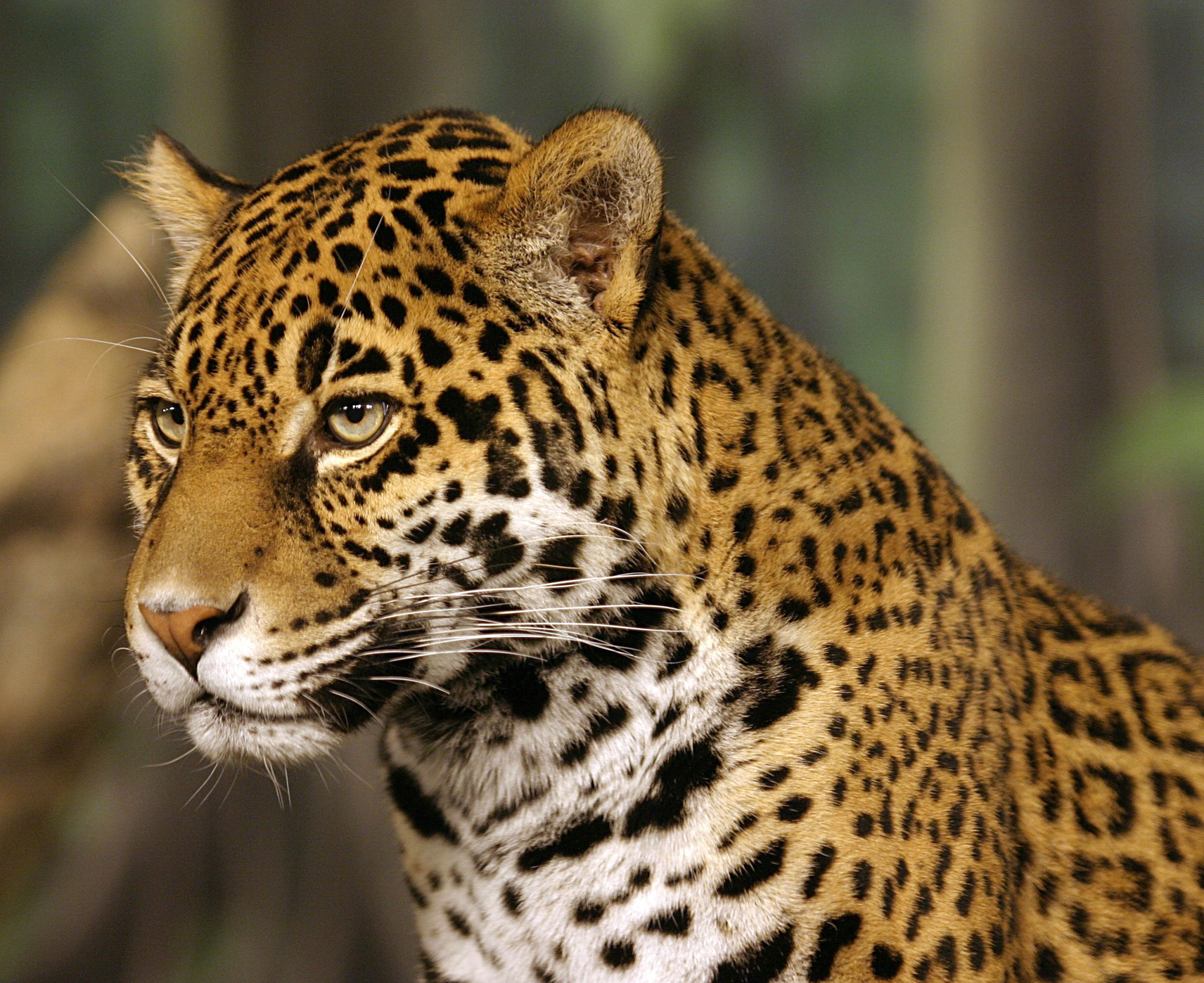
Jaguar

Der Rupununi ist die Heimat relativ gesunder Populationen der Groß-Säugetiere Südamerikas, einschließlich der größten Raubkatzen, Jaguar (Panthera onca) und Puma (Puma concolor). Sowohl der Jaguar, als auch der Puma sind extrem scheu. Sie jagen alle Tiere von Schildkröten bis hin zu Haushunden. Sie werden jedoch als Bedrohung für das Vieh angesehen und gejagt, was letztendlich zu einem Rückgang ihrer Populationszahlen geführt hat. Ein weiteres großes Säugetier, das im Rupununi lebt, ist der Riesenotter (Pteronura brasiliensis), die größte Otterart der Welt. Verschiedene Primaten-Arten (Brüllaffen, Alouatta) und kleinere terrestrisch lebende Pflanzen- und Insektenfresser wie Tapir (Tapirus), Capybara (Hydrochoerus hydrochaeris) und Großer Ameisenbär (Myrmecophaga tridactyla) komme ebenfalls vor.

### Wassertiere

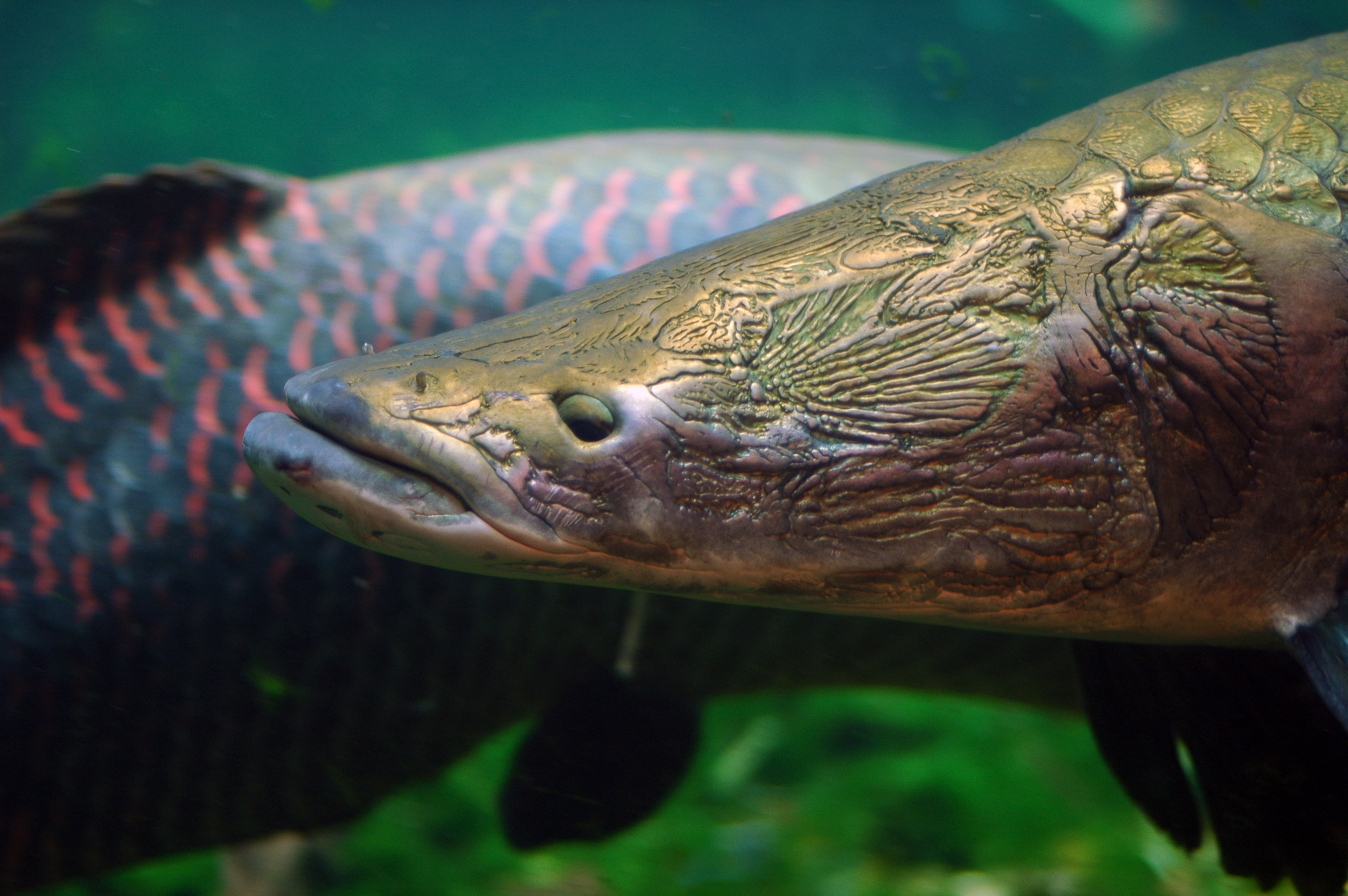
Arapaima-Porträt.

Der Rupununi hat eines der vielfältigsten aquatischen Ökosysteme der Erde. Insgesamt 410 Fischarten leben im Rupununi und übertreffen damit die von Französisch-Guayana (298 Arten) und Suriname (309 Arten). Es fehlt jedoch an Taxonomen und Forschern in dem Gebiet. Die Artenzahl wird noch weit höher eingeschätzt. Die größten Arten sind Arapaima (Arapaima) und Lau-Lau (Brachyplatystoma filamentosum), welche beide ca. 2 m, und in Ausnahmefällen sogar 4 m Länge erreichen, Diese Flussmonster werden jedoch nur selten entdeckt und kaum jemals gefangen. Übernutzung und Überfischung haben diese beiden Fischarten, in weniger vom Menschen belebte Gebiete abgedrängt. Weitere bekannte Arten sind: Natterers Sägesalmler (Pygocentrus nattereri, Red-Bellied Piranha), Lukanani (Cichla ocellaris, Butterfly Peacock Bass) und Rotflossen-Antennenwels (Phractocephalus hemioliopterus, Redtail Catfish).

## Geschichte

### Vorkoloniale Zivilisation

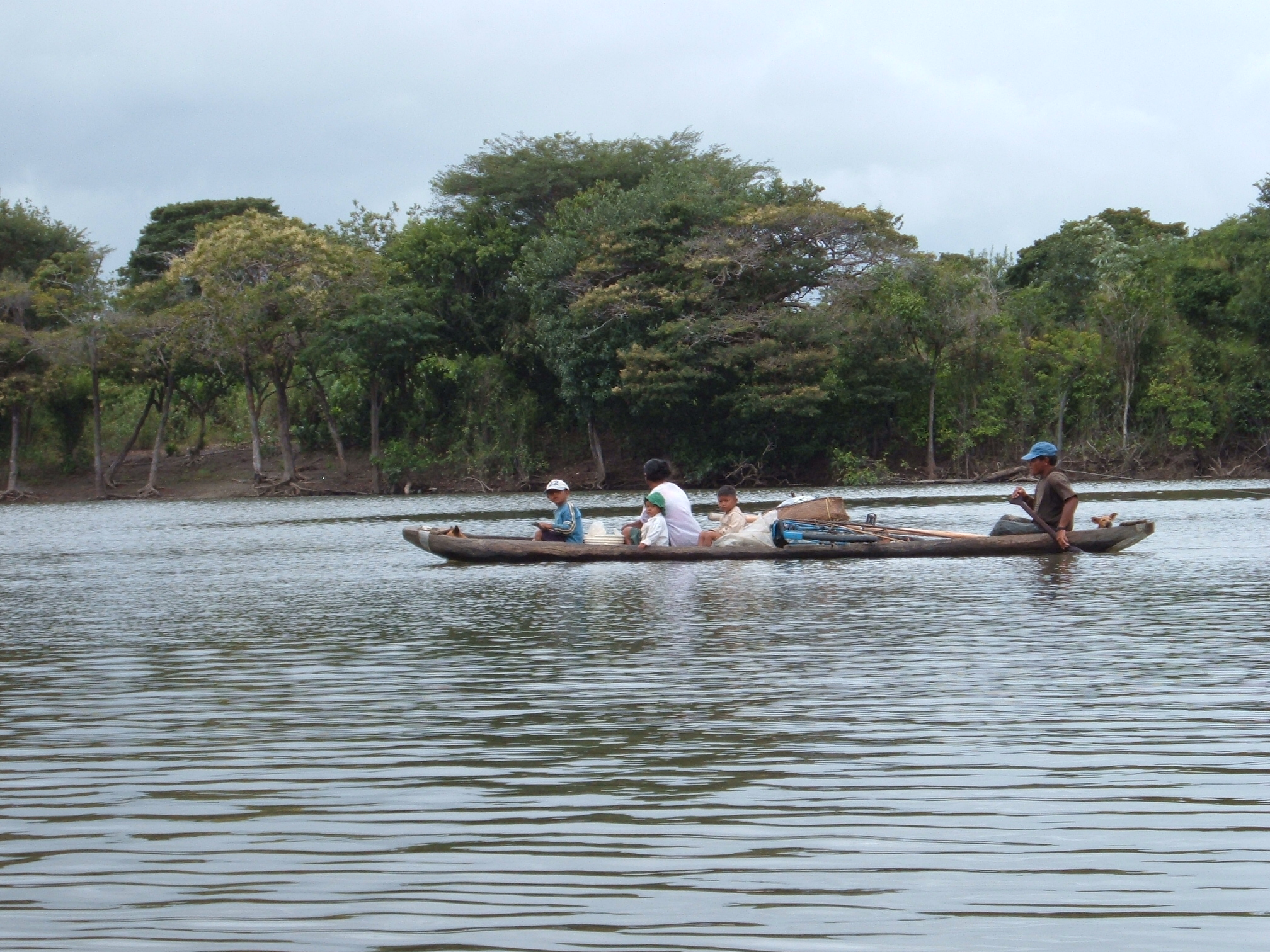
Eine Amerindianische Familie auf dem Rupununi.

Indigene Völker leben seit Jahrtausenden am Rupununi. Anthropologen haben Paleo-Indianische Petroglyphen entdeckt, die auf mehrere Tausend Jahre geschätzt werden. Vor der Kolonisierung von Guyana und der Rupununi-Region lebten die Stämme der Macushi, Wai-Wai und der Wapishana in dem Gebiet. Die Macushi wanderten vor vierhundert Jahren aus dem Gebiet des heutigen Brasilien und Venezuela in die nördlichen Gebiete des Rupununi. Die Macushi leben weiterhin in den Savannen des Rio Branco und im nördlichen Rupununi, wo sie die reichen Fischgründe und die Produkte des Waldes zum Lebensunterhalt nutzen.

### Zeitalter der Entdeckungen
Walter Raleigh behauptete, dass der Rupununi der Ort des legendären „Eldorado“ sei, ging jedoch nie selbst auf Entdeckertour entlang des Flusses. Auch andere Entdecker wie Charles Waterton und Robert Hermann Schomburgk versuchten El Dorado aufzuspüren und bereisten erfolgreich dieses Gebiet, ohne El Dorado zu entdecken.

### 20. Jahrhundert
Guyana ist ein Entwicklungsland, dem es an nachhaltigem wirtschaftlichen, umweltverträglichen und finanziellem Wachstum fehlt. Ausbeutung der Ressourcen und Bodenschätze des Rupununi durch konzerngeleitete Landwirtschaft, Bergbau und Erdölförderung wären mögliche Wege, welche Guyana einschlagen könnte. Vorhandene Straßen, wie die Straße zwischen Rupununi und dem Bundesstaat Roraima werden bis nach Georgetown ausgebaut. Auch an der Grenze zwischen Guyana und Brasilien wurde eine Brücke gebaut, die Lethem (Guyana) mit Bonfim (Brasilien) verbindet. Diese Infrastruktur wird den Transport von Waren in der gesamten Region erleichtern, stellt jedoch eine Bedrohung für das fragile Ökosystem des Rupununi dar.
Um das Ökosystem des Rupununi offiziell zu schützen, haben sich NGOs und die Regierung von Guyana zusammengetan, um Gesetze durchzusetzen, die jegliche nachteilige menschliche Aktivität gegenüber der Umwelt und der Tierwelt im Rupununi verbieten.

### Öko- und Erlebnis-Tourismus
Der Ökotourismus in Rupununi ist ein wichtiger Teil der Wirtschaft Guyanas, insbesondere für die lokale indigene Bevölkerung. Es gibt viele Ranches und Lodges wie die Karanambu Ranch, ein Schutzgebiet für Riesenotter und andere gefährdete Arten in Rupununi, die Einnahmen aus dem Tourismus generieren.
In der Nähe von Karanambu befindet sich auch die Ökolodge Caiman House, ein soziales Unternehmen, welches die Einnahmen einer öffentlichen Bibliothek steigerte und die Erfolgsquote in der Sekundarschule von nahezu null im Jahr 2005 auf 86 % im Jahr 2019 erhöhen konnte.
Conservation International hostet eine Website zu Rupununi, die Details zu Ökotourismus-Unterkünften enthält. Einige Touristen reisen über Land von Georgetown nach Lethem und über Rupununi weiter nach Brasilien. Die Reise ist jedoch in der Regenzeit, wenn die unbefestigten Straßen schlechter werden, sehr langsam und beschwerlich. Die Rock View Lodge und das Pakaraima Mountain Inn liegen beide in der Nähe von Annai, 3 bis 5 Stunden von Lethem entfernt. Das Rupununi/Lethem Rodeo ist zu Ostern (während der Trockenzeit) eine Touristenattraktion.